# Марсель Прованс (аэропорт)
Аэропорт Марсе́ль Прова́нс (фр. Aéroport de Marseille Provence; ИАТА: MRS, ИКАО: LFML) — международный аэропорт во Франции, расположенный в 27 километрах к северо-западу от Марселя на территории коммуны Мариньян (регион Прованс — Альпы — Лазурный Берег).
Аэропорт Марселя является пятым во Франции по пассажиропотоку (после двух парижских аэропортов, Ниццы и Лиона). В 2016 году аэропорт обслужил свыше 8,4 миллиона человек, почти 5 миллионов из которых являются международными. Также аэропорт является вторым в стране по грузопотоку (за 2016 год было обработано свыше 55 тысяч тонн груза) и неофициально считается главным грузовым концентратором юга Средиземноморья.
Аэропорт Марсель Прованс является хабом для авиакомпаний Air France и Ryanair.

## История
Изначально аэропорт планировали открыть на месте современной площади Прадо в Марселе. Однако 28 марта 1910 года французский изобретатель Анри Фабр выполнил первый и успешный полёт на гидроплане с озера Этан-де-Берр, и строительство марсельского аэропорта было решено перенести на это место. Открытие состоялось в 1922 году и до 1934 года порт носил официальное название Марсель Мариньян. С этого же года аэропортом управляет компания «Marseille Provence Chamber of Commerce and Industry».
Во время Второй мировой войны в 1944 году аэропорт был полностью уничтожен немецкими бомбардировщиками и восстановлен лишь к 1961 году. В 1958 году на базе аэропорта создается одноимённый аэроклуб.
В 2006 году в аэропорту Марселя состоялось открытие нового пассажирского терминала для бюджетных авиакомпаний. В связи с этим открытием ирландский лоу-костер Ryanair осенью этого же года основывает в Марселе свой шестнадцатый базовый аэропорт, откуда начинает выполнять рейсы по десяти европейским направлениям. Вследствие прихода новых перевозчиков пассажиропоток аэропорта Марсель Прованс уже 2007 году вырос почти на 765 000 человек.
С октября 2011 года Air France выполняет из Марселя регулярные рейсы и в Москву через аэропорт Шереметьево.

## Инфраструктура
Аэровокзальный комплекс состоит из двух терминалов. Первый терминал 1961 года постройки оборудован 19-ю телетрапами и разделен на три холла. На данный терминал приходится большинство всего пассажиропотока марсельского аэропорта. Второй терминал под названием «mp2» предназначен для обслуживания лоу-кост авиакомпаний. Из него осуществляют свои рейсы такие бюджетные перевозчики, как Ryanair, Easyjet и Pegasus Airlines. Между старым терминалом и терминалом «mp2» расположена контрольно-диспетчерская вышка.
На территории аэропорта расположены гостиницы сетей Novotel, Best Western, Pullman, Ibis и Holliday Inn Express.
Также в аэропорту функционирует и грузовой комплекс площадью 1200 квадратных метров, благодаря которому аэропорт Марселя является вторым во Франции аэропортом по грузопотоку и главными воротами прибывающих скоропортящихся товаров из Африки в страны Евросоюза.

## Технические характеристики
Аэродромный комплекс включает в себя две асфальтовые взлетно-посадочные полосы:
- 13L/31R — 3500 х 45 метров
- 13R/31L — 2370 х 45 метров

## Авиакомпании и направления

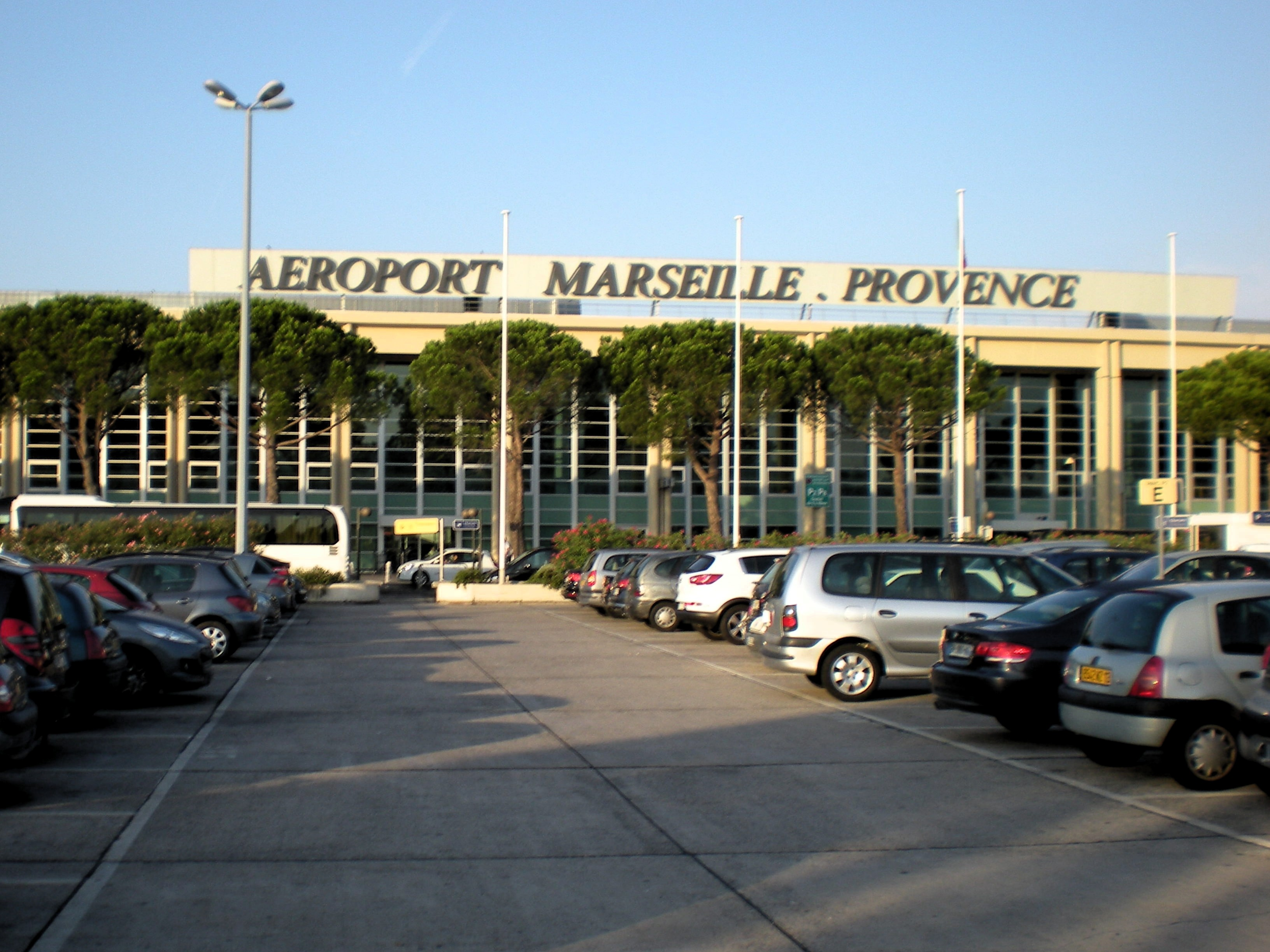
Вход в терминал 1

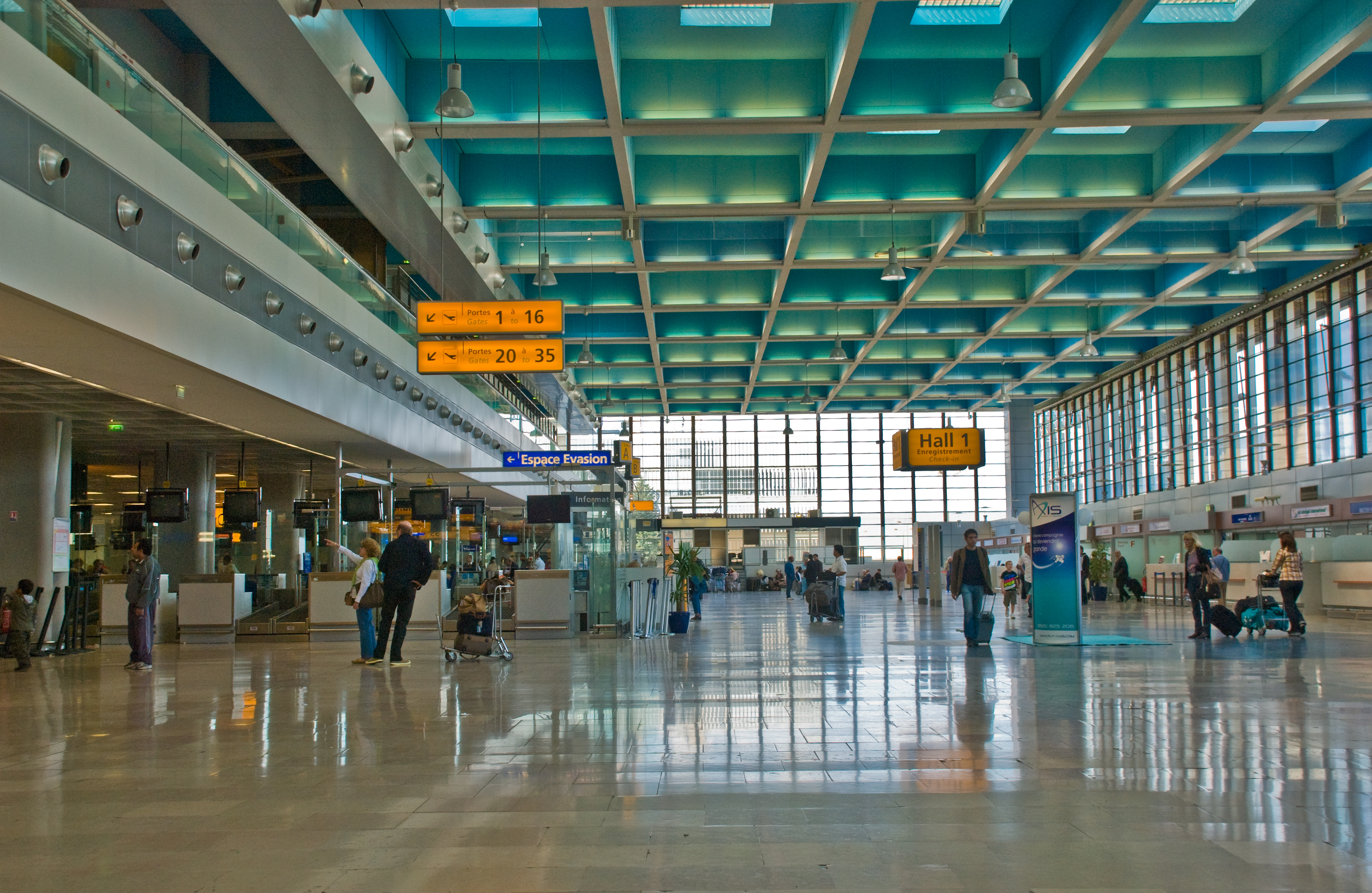
Внутренний интерьер холла 1

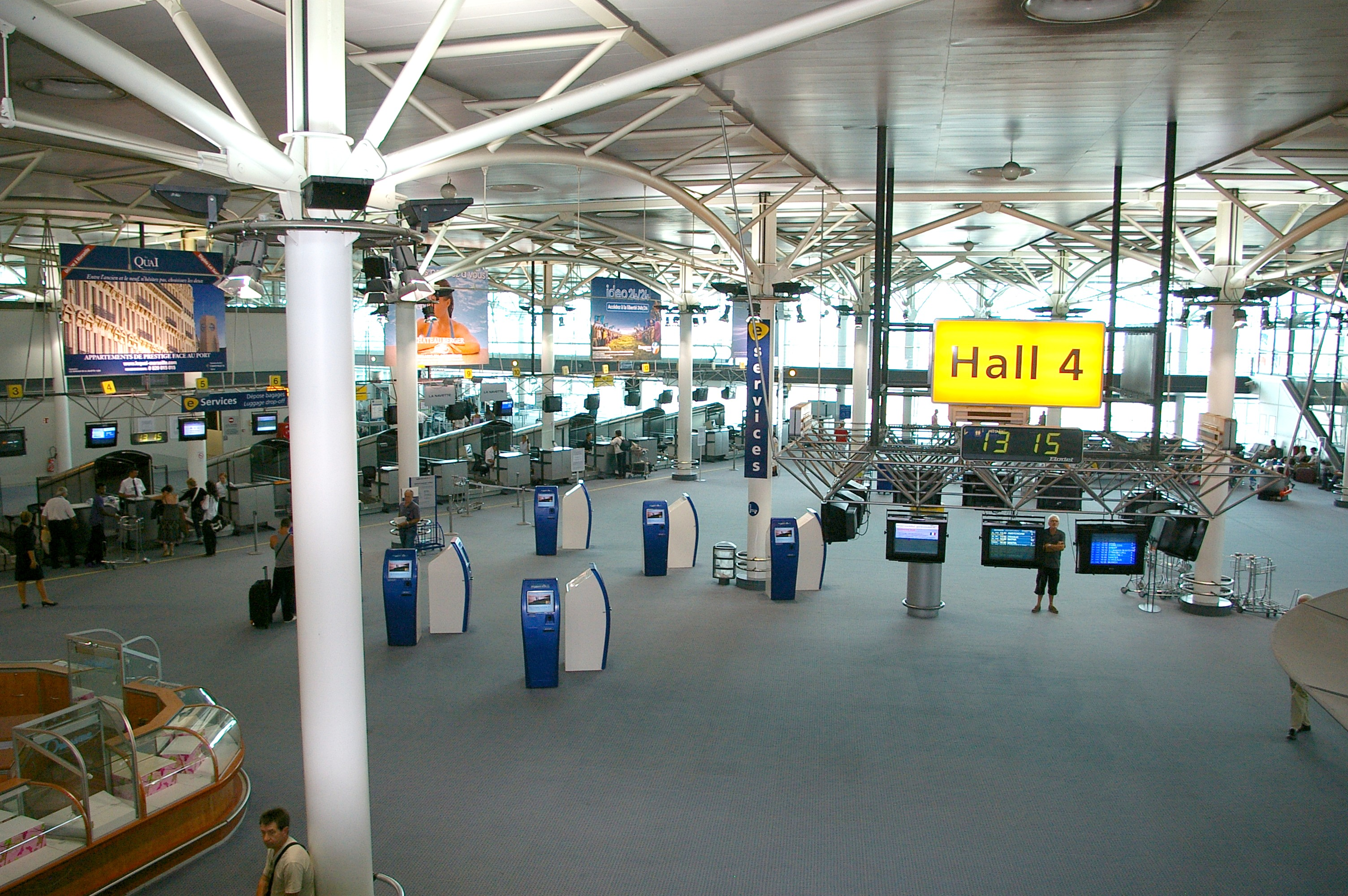
Холл 4

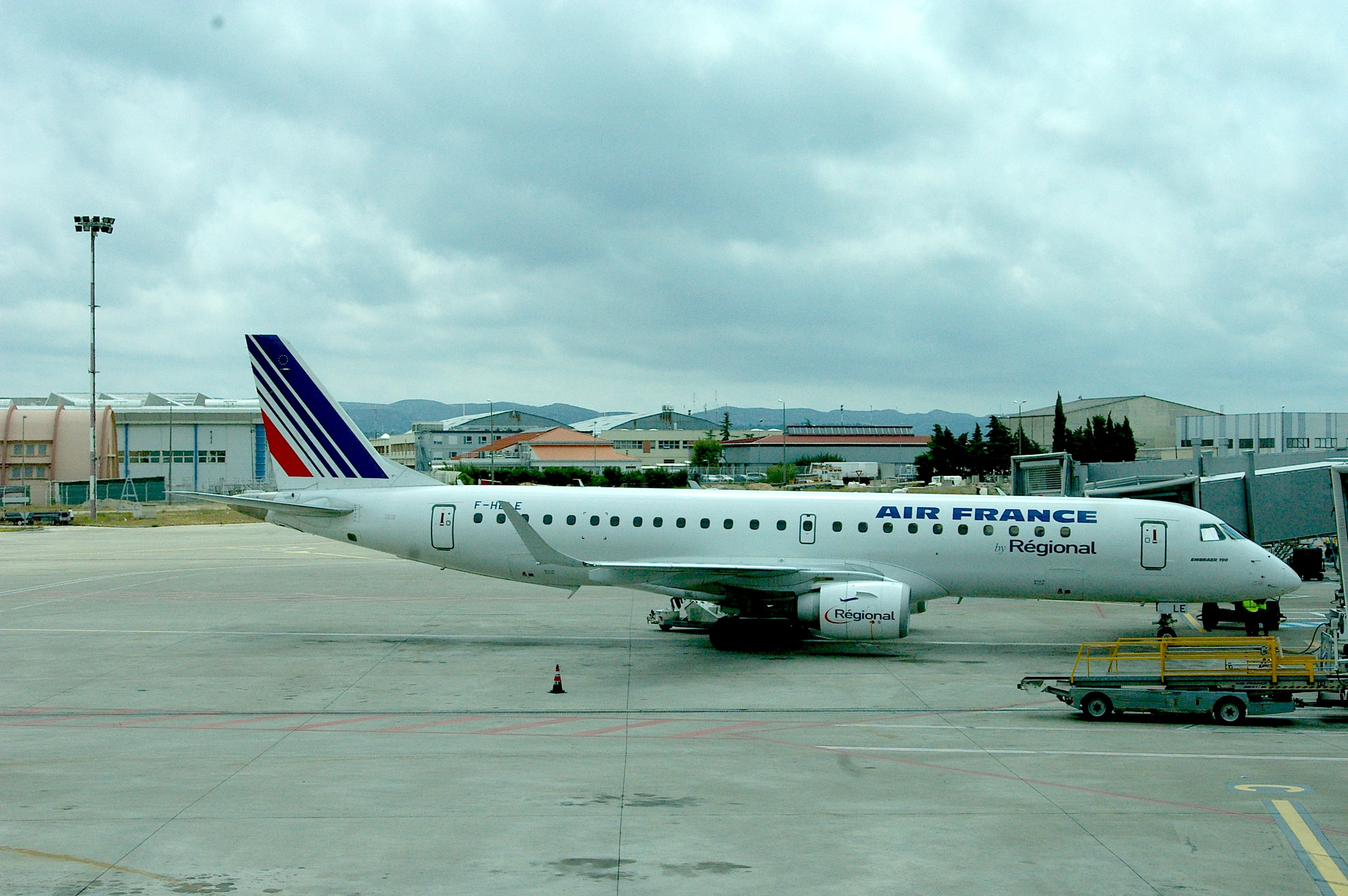
Embraer 190 Air France в аэропорту Марсель Прованс

На лето 2022 года авиакомпании планируют рейсы по 110 направлениям в 29 стран из Марселя.
Аэропорт обсуживает рейсы множества авиакомпаний, среди них: Air Transat, Corsair, Iberia, Ryanair, Sky Express, SunExpress, Transavia, TwinJet, Volotea.

## Транспортная инфраструктура

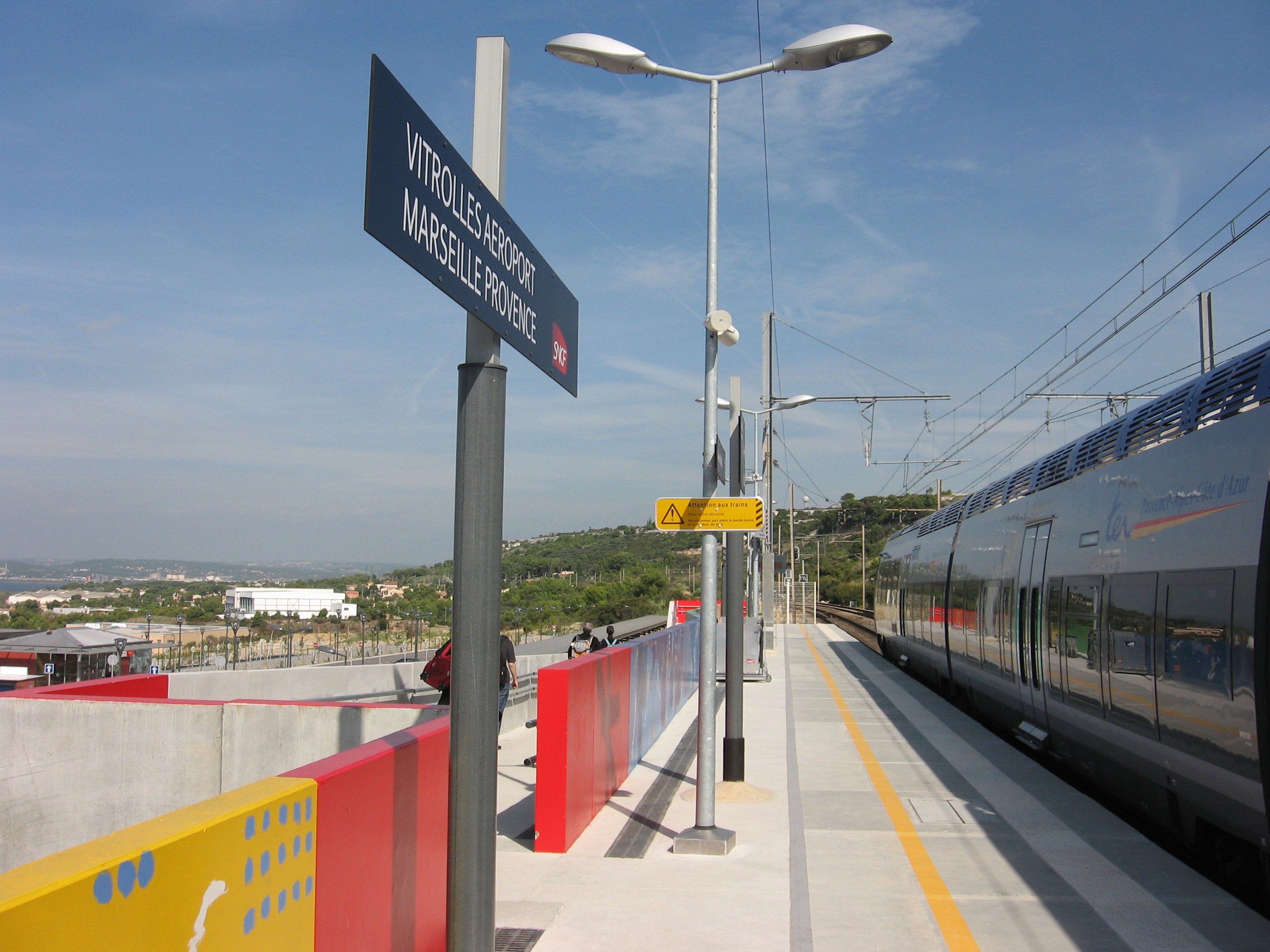
Платформа станции Гар-де-Витроль

Почти в 3 километрах от главного въезда в аэропорт находится автомобильная развязка подъезда к аэропорту с магистралью E 714, которая связывает аэропорт Марселя с городом. В аэропорту функционируют 7 открытых и одна многоуровневая парковка. Также в здании аэропорта расположены офисы компаний по прокату автомобилей: Avis, Budjet, Europcar, Hertz, Sixt и Interrent.
Пассажирское сообщение обеспечивают автобусные маршруты, следующие до Марселя, Экс-ан-Прованса, Гапа, Сен-Тропе и Мартига.
Также между аэропортом и железнодорожной станцией Гар-де-Витроль курсируют автобусы-шаттлы. Время в пути составляет примерно 5 минут. С самой станции Гар-де-Витроль до Марселя можно добраться поездами TGV, которые отправляются каждые 30 минут.

## Показатели деятельности
Данные из запроса в Викиданные.
| Год                                    | Пассажиропоток, чел. | Изменение, % | Грузопоток, тонн | Изменение, % | Почта, тонн | Изменение, % |
| -------------------------------------- | -------------------- | ------------ | ---------------- | ------------ | ----------- | ------------ |
| 1997                                   | 5 473 556            |              | 37 895           |              | 20 740      |              |
| 1998                                   | 5 670 956            | ▲ 3,6        | 38 611           | ▲ 1,9        | 17 510      | ▼ -15,6      |
| 1999                                   | 6 016 884            | ▲ 6,1        | 38 417           | ▼ -0,5       | 20 179      | ▲ 15,2       |
| 2000                                   | 6 458 429            | ▲ 7,3        | 56 199           | ▲ 46,3       | 19 632      | ▼ -2,7       |
| 2001                                   | 5 932 029            | ▼ -8,2       | 40 552           | ▼ -27,8      | 20 451      | ▲ 4,2        |
| 2002                                   | 5 457 443            | ▼ -8         | 40 759           | ▲ 0,5        | 19 265      | ▼ -5,8       |
| 2003                                   | 5 364 763            | ▼ -1,7       | 38 774           | ▼ -4,9       | 14 772      | ▼ -23,3      |
| 2004                                   | 5 756 038            | ▲ 7,3        | 53 768           | ▲ 38,7       | 9 057       | ▼ -38,7      |
| 2005                                   | 5 859 480            | ▲ 1,8        | 57 109           | ▲ 6,2        | 8 028       | ▼ -11,4      |
| 2006                                   | 6 115 943            | ▲ 4,4        | 55 641           | ▼ -2,6       | 7 885       | ▼ -1,8       |
| 2007                                   | 6 962 773            | ▲ 13,8       | 40 709           | ▼ -26,8      | 10 711      | ▲ 35,8       |
| 2008                                   | 6 965 933            | ▬ 0          | 44 311           | ▲ 8,8        | 9 701       | ▼ -9,4       |
| 2009                                   | 7 290 119            | ▲ 4,7        | 48 748           | ▲ 10         | 9 173       | ▼ -5,4       |
| 2010                                   | 7 522 167            | ▲ 3,2        | 52 179           | ▲ 7          | 7 583       | ▼ -17,3      |
| 2011                                   | 7 363 068            | ▼ -2,1       | 53 019           | ▲ 1,6        | 6 033       | ▼ -20,4      |
| 2012                                   | 8 295 479            | ▲ 12,7       | 53 026           | ▬ 0          | 5 476       | ▼ -9,2       |
| 2013                                   | 8 260 619            | ▼ -0,4       | 51 793           | ▼ -2,3       | 4 707       | ▼ -14        |
| 2014                                   | 8 182 237            | ▼ -0,9       | 53 345           | ▲ 3          | 3 902       | ▼ -17,1      |
| 2015                                   | 8 261 804            | ▲ 1          | 52 207           | ▼ -2,1       | 3 897       | ▼ -0,1       |
| 2016                                   | 8 475 809            | ▲ 2,6        | 55 893           | ▲ 7,1        | 3 504       | ▼ -10,1      |
| 2017                                   | 9 002 086            | ▲ 6,2        | 56 132           | ▬ 0          | 3 212       | ▼ -8,3       |
| 2018                                   | 9 390 371            | ▲ 4,3        | 56 695           | ▬ 0          | 2 431       | ▼ -24,3      |
| 2019                                   | 10 151 743           | ▲ 8,1        | 59 694           | ▲ 5,3        | 2 302       | ▼ -5,3       |
| 2020                                   | 3 359 149            | ▼ -66,9      | 51 299           | ▼ -14,1      | 1 455       | ▼ -63,2      |
| 2021                                   | 4 661 045            | ▲ 38,8       | 56 526           | ▲ 10,2       | 3 299       | ▲ 126,7      |
| 2022                                   | 9 148 306            | ▲ 96,3       | 53 716           | ▼ -5,0       | 2 569       | ▼ -22,1      |
| 2023                                   | 10 800 254           | ▲ 18,1       | 55 134           | ▲ 2,6        | 1 668       | ▼ -35,1      |
| Источник: Union des Aéroports Français |                      |              |                  |              |             |              |

## Происшествия
- 9 октября 1963 года самолёт Douglas C-74 Globemaster компании «Aeronaves de Panama» вылетая ночью из аэропорта Марселя разбился к югу от него, набрав высоту около 800 метров. Погибло 6 человек[13].
- 18 октября 1973 года Boeing 727, летевший рейсом Air France из Парижа в Ниццу был захвачен женщиной, хотевшей выразить свой протест против показа фильма Приключения раввина Якова. Вскоре самолёт был посажен в Марселе и взят штурмом силовиками, после чего женщина, захватившая судно, была убита[14].
- 6 февраля 1989 года разбился грузовой самолёт Vickers Vanguard вылетавший из Марселя в Париж во время второй попытки взлёта. В результате происшествия погибло три человека[15].
- 26 декабря 1994 года самолёт Airbus A300 авиакомпании Air France, захваченный 4 вооружёнными террористами, совершил посадку в Марселе для дозаправки. В итоге был взят штурмом бойцами GIGN и освобожден от террористов.